# 이려화
이려화(李麗華, 영어: Li Li-hua, 1924년 7월 17일 ~ 2017년 3월 19일)은 중화인민공화국의 배우이자 가수이다.

## 출연 작품

### 영화
- 《신홍루몽》 (1978년)
- 《팔국련군》 (1976년)
- 《영춘각의 풍파》 (1973년)
- 《야광주》 (1970년)
- 《희로애락지로》 (1970년)
- 《양자강풍운》 (1970년)
- 《연쇄》 (1967년) - 양우외 역
- 《대폭군》 (1967년)
- 《만고유방》 (1965년)
- 《노해정구》 (1965년)
- 《신제소인연》 (1964년)
- 《진향련》 (1963년)
- 《대소황천패》 (1962년)
- 《만리장성》 (1955년)
- 《해당화》 (1955년)
- 《애정의 프로》 (1955년)
- 《춘정열화》 (1954년)
- 《여배우》 (1953년)
- 《벽운천》 (1953년)
- 《혈해구》 (1951년)
- 《동거래춘》 (1950년)
- 《흥분도》 (1948년)
- 《세여성》 (1947년)
- 《복수의 일야》 (1944년)
- 《머나먼 항해》 (1940년)
- 《삼소》 (1940년)